# روزالی کریگ
روزالی کریگ (انگلیسی: Rosalie Craig؛ زادهٔ ۳۰ مهٔ ۱۹۸۱) بازیگر اهل بریتانیا است. وی از سال ۲۰۰۱ میلادی تاکنون مشغول فعالیت بوده‌است.